# Otávio Augusto
Ótavio Augusto de Azevedo Souza, más conocido como Ótavio Augusto (São Manuel, São Paulo, 30 de enero de 1945), es un actor brasileño, conocido por sus participaciones en teleseries como Avenida Brasil, Río del destino y Doña Flor y sus dos maridos.

## Filmografía
- 1970 - A Guerra dos Pelados
- 1971 - O Capitão Bandeira contra o Dr. Moura Brasil
- 1971 - Prata Palomares
- 1972 - A Viúva Virgem
- 1972 - Elas
- 1972 - O Doce Esporte do Sexo
- 1973 - Vai Trabalhar, Vagabundo
- 1973 - A Filha de Madame Betina
- 1974 - Relatório de um Homem Casado
- 1975 - A Extorsão
- 1975 - Deixa Amorzinho... Deixa
- 1976 - O Vampiro de Copacabana
- 1976 - As Desquitadas em Lua-De-Mel
- 1976 - Noite sem Homem
- 1977 - O Crime do Zé Bigorna
- 1977 - Um Brasileiro Chamado Rosa Flor
- 1978 - Assim Era a Pornochanchada
- 1978 - Mar de Rosas
- 1979 - Eu Matei Lúcio Flávio
- 1979 - Muito Prazer
- 1979 - O Coronel e o Lobisomem
- 1979 - Inquietações de uma Mulher Casada .... Luís Antônio
- 1980 - O Torturador
- 1980 - Terror e Êxtase
- 1980 - Mulher Sensual
- 1980 - O Fruto do Amor
- 1981 - O Sequestro
- 1982 - Amor Estranho Amor
- 1982 - Dora Doralina
- 1982 - Insônia
- 1982 - Profissão Mulher
- 1982 - Um Casal a Três
- 1984 - Noite
- 1987 - Eternamente Pagu
- 1987 - Leila Diniz
- 1988 - Banana Split
- 1989 - Festa
- 1989 - Lua Cheia
- 1991 - Manobra Radical
- 1991 - Vai Trabalhar Vagabundo II, a Volta
- 1994 - Sábado
- 1995 - As Meninas
- 1995 - Jenipapo
- 1996 - Doces Poderes
- 1997 - Ed Mort
- 1997 - O Cangaceiro
- 1998 - Boleiros - Era uma Vez o Futebol...
- 1998 - Central do Brasil
- 2000 - BMW Vermelho (curta-metragem)
- 2001 - Bufo e Spallanzani
- 2002 - El príncipe
- 2005 - Bendito Fruto
- 2006 - Boleiros 2 - Vencedores e Vencidos
- 2006 - Brasília 18%
- 2008 - Polaróides Urbanas
- 2009 - O Demoninho de Olhos Pretos

## Televisión
- 2016 - A Lei do Amor - Venturini
- 2014 - Por siempre - Vicente
- 2014 - A Grande Família - Mesquita
- 2014 - Doce de Mãe - Júlio
- 2013 - O Dentista Mascarado - Eurico Paladino
- 2012 - Avenida Brasil - Don Diógenes
- 2012 - As Brasileiras - Seu Loureiro
- 2012 - O Brado Retumbante - Benjamin "Beijo" Ventura
- 2011 - A Grande Família - Dr. Mesquita
- 2010 - Araguaia - Padre Emílio
- 2010 - Tempos Modernos - Faustaço Lumbriga
- 2008 - Três Irmãs - Chuchu
- 2007 - Duas Caras - Antônio de Andrade
- 2007 - Toma Lá, Dá Cá - Deputado Marreta (participação especial)
- 2007 - Paraíso Tropical - Osvaldo (participação especial)
- 2006 - Cobras & Lagartos – Serafim Padilha
- 2006 - JK – Benedito Valadares
- 2006 - Tempo de Viver
- 2005 - A Lua me Disse – Alberto
- 2004 - Cabocla – Zé da Estação
- 2003 - Kubanacan - Hector (participação especial)
- 2003 - Agora É que São Elas – Modesto
- 2002 - Tierra Esperanza – Manolo
- 2001 - A Padroeira – Manuel Cintra
- 2001 - Os Maias – Conde de Gouvarinho
- 2000 - O Cravo e a Rosa - Coronel Epaminondas Napoleão
- 1999 - Força de um Desejo – Dr. Torquato
- 1999 - Andando nas Nuvens – Alex
- 1998 - Dona Flor e Seus Dois Maridos – Calabrês
- 1997 - Por Amor – Pedro Viana
- 1996 - Anjo de Mim – Sinésio
- 1996 - O Fim do Mundo – Tonico Laranjeira
- 1995 - Engraçadinha, Seus Amores e Seus Pecados – Vasconcelos
- 1995 - A Próxima Vítima – Ulisses Carvalho
- 1994 - A Viagem - Delegado Ferreira
- 1993 - Fera Ferida – Afonso Henriques
- 1993 - Sex Appeal – Caio
- 1991 - Vamp – Matoso
- 1991 - Meu Marido
- 1990 - Mico Preto – Lorival
- 1989 - Tieta – Marcolino Pitombo
- 1989 - República – Alberto Gusmão
- 1987 - Corpo Santo – Delegado Arturzão
- 1986 - Selva de Pedra – Jorge
- 1985 - Roque Santeiro - General Célio
- 1984 - Transas e Caretas – Danilo
- 1983 - Louco Amor - Rodolfo
- 1983 - Caso Verdade,- Zé Maria
- 1982 - Sétimo Sentido – Jorge
- 1981 - Terras do Sem-Fim – Juca
- 1981 - Baila Comigo – Mauro Leme
- 1980 - Coração Alado – Fábio
- 1975 - O Grito – Henrique
- 1975 - Escalada – Horácio Bastos
- 1973 - Os Ossos do Barão
- 1969 - Super Plá
- 1967 - Os Miseráveis
- 1966 - Anjo Marcado – Nicanor

## Teatro
- 1978 - Ópera do Malandro - Max Overseas